# The IT Crowd
The IT Crowd ist eine britische Sitcom. Hauptdarsteller sind Chris O’Dowd, Richard Ayoade und Katherine Parkinson. Die Sitcom wurde von Graham Linehan geschrieben und von Ash Atalla für den britischen Privatsender Channel 4 produziert.
Bereits anderthalb Jahre vor der erfolgreichen amerikanischen Sitcom The Big Bang Theory nutzte The IT Crowd die Differenzen zwischen Nerds und „normalen“ Menschen für eine auf Situationskomik basierende Comedy-Serie. The IT Crowd gehörte damit zu den ersten Serien, die Nerds und deren durch Computer und das Internet geprägte Weltsicht in den Mittelpunkt stellte.
Die erste Folge wurde am 3. Februar 2006 auf Channel 4 ausgestrahlt. Die Serie lief über vier Staffeln mit jeweils sechs Folgen. Eine angedachte fünfte Staffel wurde durch eine abschließende Spezialfolge ersetzt, die am 27. September 2013 ausgestrahlt wurde.

## Handlung
Schauplatz der Serie sind die Büros von Reynholm Industries, einem fiktiven britischen Unternehmen mit Sitz in der Londoner Innenstadt. Was das Unternehmen genau macht, wird nie erwähnt. Das dreiköpfige IT-Team, dessen Büro im dunklen, dreckigen Keller des Firmengebäudes liegt, steht im Mittelpunkt der Handlung. Deren Büroräume bilden einen starken Kontrast zur ansonsten betont modernen Architektur des Gebäudes und der beeindruckenden Aussicht aus dem Gebäude über London. In den Räumen des IT-Teams befinden sich etliche nostalgische Gegenstände aus der Computer-, Comic- und Fernsehwelt.
Die Techniker Moss und Roy sind Computerfreaks in einem sehr stereotypen Sinn. Offenbar aufgrund der ständigen Konfrontation mit technischen Problemen sind die beiden realitätsfremd und frustriert von der völligen technischen Unfähigkeit ihrer Kollegen aus den oberen Etagen – Roy beginnt jedes Telefonat mit “Hello, IT – Have you tried turning it off and on again?” (deutsch: „Hallo, IT – Haben Sie es schon mit Aus- und wieder Einschalten versucht?“) und anschließend “Are you sure it's plugged in?” (deutsch: „Sind Sie sicher, dass er eingesteckt ist?“) – sowie der Tatsache, dass sie trotz ihrer Expertise nie belohnt, ernst genommen oder überhaupt wahrgenommen werden. Daraus resultiert ihre fehlende Motivation (Roy ignoriert regelmäßig das Telefon in der Hoffnung, dass es aufhört zu klingeln) und ihr boshaft zynisches Auftreten gegenüber anderen Mitarbeitern und Besuchern.

## Charaktere

### Moss
Auffällig an Moss’ Äußerem ist in erster Linie seine Frisur, die als Afro mit Seitenscheitel bezeichnet werden kann. Er ist 32 Jahre alt und wohnt nach wie vor bei seiner Mutter, die ihn gern auch während seiner Arbeitszeit kontaktiert, um ihn an diverse Sachen zu erinnern. Moss besitzt viel technisches Wissen, ist aber unfähig, dieses einem Nicht-Techniker mitzuteilen. Überhaupt ist seine Ansicht der Welt eher technisch als menschlich, dies erschwert ihm oft die Bewältigung simpelster Alltagsprobleme – eine Grundlage für die Komik des Charakters. Moss ist auf seine Art Ordnungsliebhaber und pflegt eigenartige Rituale und Zwänge, die ihn weiter vom restlichen Personal unterscheiden. Er begegnet der Welt mit größter Vorsicht oder verzichtet überhaupt darauf, sie zu erforschen. Er ist völlig unfähig, mit Frauen umzugehen oder sie zu verstehen (zum Beispiel fällt er in einer Episode in Ohnmacht, als Jen ihm ausführlich von ihrem zu engen BH erzählt).

### Roy
Roy, der Ire ist, bildet den menschlicheren Teil der beiden. Er ist im selben Alter wie Moss und versucht im Gegensatz zu ihm des Öfteren, aus der Welt der Computer auszubrechen, um jedoch meist zu erkennen, dass er letztendlich dort doch am besten aufgehoben ist. Roy ist in dem Bereich der alltäglichen Lebensführung etwas versierter und konfrontiert Moss auch des Öfteren mit dessen Unfähigkeit, den Alltag zu bewältigen oder mit Menschen umzugehen. Seine Versuche, an Frauen heranzukommen, enden meist peinlich, da er grundlegende Fehler begeht. Er hat eine leicht cholerische und energische Verhaltensweise, ist jedoch nicht bösartig. Mit Vorliebe verdeutlicht er der Personal Relations Managerin Jen ihre technische Unwissenheit.

### Jen
Das dritte Mitglied des IT-Teams und offiziell Managerin der IT-Abteilung ist Jen Barber, die keine Ahnung von Technik hat und nur aufgrund erfundener Angaben im Lebenslauf eingestellt worden ist. In der ersten Episode findet sie eine Aufgabe darin, als „Relationship Manager“ die Brücke zwischen den Technikern und nicht-technischen Mitarbeitern zu bilden. Auch sie hegt großes Interesse am anderen Geschlecht und startet etliche Versuche, den richtigen Partner zu finden, scheitert dabei jedoch andauernd. Auch ihr Bestreben, die Inhalte ihrer eigenen Abteilung besser zu verstehen, fruchten nur selten, eher wird sie Opfer eines der vielen Streiche von Moss und Roy. Genau genommen hält sie aber die Abteilung zusammen und fungiert als eine Art Ersatzmutter für ihre beiden Kollegen, die sie auch in diese Rolle drängen.

### Denholm Reynholm
Der Chef von Reynholm Industries ist Denholm Reynholm, ein ambitionierter Firmenmanager, der durch sein höchst merkwürdiges Auftreten Moss, Roy, Jen und auch seine übrigen Untergebenen immer wieder überfordert, verwirrt oder in Verlegenheit bringt. Sein Auftreten ist zwar autoritär, doch sind die Inhalte seiner Aussagen und Aktionen nicht wirklich konstruktiv oder stehen in überhaupt keinem Zusammenhang mit dem Unternehmen, das er leitet. So genießt er es, eine Tasse in seiner Hand auszulachen oder das komplette Gebäude mit Fitnessanweisungen zu traktieren. Zu Beginn der zweiten Staffel begeht er vor den Augen seiner Mitarbeiter Selbstmord, indem er ohne Umschweife aus dem Fenster springt, als er die Meldung bekommt, dass die Polizei vor Ort sei, um Unregelmäßigkeiten in der Finanzstruktur von Reynholm Industries zu prüfen.

### Douglas Reynholm
Douglas Reynholm ist Denholms Sohn. Er galt zu Lebzeiten seines Vaters als verschollen. Douglas taucht unverhofft auf dessen Beerdigung auf, während gerade eine Videoaufzeichnung mit dem Vermächtnis von Denholm abgespielt wird. Laut dessen Verfügung wird nun eine zweite Aufzeichnung gezeigt, in der Denholm seinen Sohn zum Alleinerben von Reynholm Industries erklärt. Douglas besitzt ähnliche Charaktereigenschaften wie sein verstorbener Vater, scheint jedoch völlig unfähig, ein Unternehmen zu führen. Sein Hauptinteresse besteht darin, mit Frauen zu flirten oder sie sexuell zu belästigen. So versucht er erfolglos, Jen zu verführen. Douglas scheint oft nicht bewusst zu sein, dass er einen Multimilliarden-Konzern leitet.

### Richmond
Richmond ist ein ehemaliges Mitglied des Top-Managements, das aufgrund wachsender Zuneigung zum Goth in die IT-Abteilung verbannt wurde. Formal ist er für die Überwachung der Server des Unternehmens zuständig, de facto hat er jedoch ähnlich wie Jen keine Ahnung von Technik. Richmond wurde durch das Hören von Musik der Band Cradle of Filth zum Goth. Da er als Anhänger dieser Kultur negative Stimmung verbreitet, wurde er von Roy und Moss in den Serverraum verbannt und fristet seitdem meist dort sein Dasein. Erst in späteren Episoden tritt Richmond stärker zu Tage und besucht bisweilen die anderen in deren Büro.

## Produktion
Linehan schrieb die gesamte Serie allein. Sie wurde anschließend vor einem Live-Publikum gedreht, was zu der Zeit als etwas riskant gesehen wurde, da Sitcoms als veraltet galten. Die erste Staffel wurde vor Publikum in den Teddington Studios aufgenommen, die anschließenden in den Pinewood Studios.
Die Titelsequenz wurde von Shynola produziert.

## Ausstrahlung

### Vereinigtes Königreich
Die ersten beiden Episoden der ersten Staffel wurden am 3. Februar 2006 ausgestrahlt. Die zweite Staffel startete am 24. August 2007 und die dritte Staffel am 21. November 2008. Die Ausstrahlung der vierten Staffel begann am 25. Juni und endete am 30. Juli 2010. Die abschließende Spezialepisode wurde am 27. September 2013 ausgestrahlt.

### Deutschland
Zwischen dem 20. September 2009 und dem 24. Januar 2010 strahlte Comedy Central die ersten drei Staffeln hintereinander aus. Die vierte Staffel startete am 7. Januar 2011.
Mit dem 2016 gestarteten Jugendangebot funk von ARD und ZDF wurde die Serie in der deutschen und englischen Fassung online veröffentlicht.

## DVD-Veröffentlichung

### Vereinigtes Königreich
Die DVD zur ersten Staffel erschien am 13. November 2006. Sie enthält neben Outtakes auch geschnittene Szenen, das Leben hinter den Kulissen sowie den Kurzfilm „Hello, Friend“. Zudem wurden sämtliche Episoden mit speziellen Untertiteln versehen, bei denen u. a. die im Internetbereich beliebte Leetspeak Verwendung findet. Die Spieldauer beträgt 148 Minuten.
Die DVD der zweiten Staffel erschien am 1. Oktober 2007. Als Extras enthält sie Outtakes, einen Audiokommentar und einen Film darüber, wie eine Episode IT Crowd aufgenommen wird. Die Spieldauer beträgt 141 Minuten. Statt Leetspeak-Untertiteln enthält die DVD Easter Eggs. Die DVD der dritten Staffel erschien am 16. März 2009. Die Spieldauer beträgt 140 Minuten. Die DVD der vierten Staffel erschien am 26. September 2010.

### Deutschland
Am 6. November 2009 erschienen die ersten drei Staffeln in der deutschen Version auf DVD. Zusätzlich zur synchronisierten Fassung gibt es auch den Originalton zu hören. Am 21. Januar 2011 erschien die vierte Staffel auf DVD.

## Adaptionen

### US-Version

#### Erster Anlauf
Die Serie sollte mit größtenteils neuen Schauspielern (lediglich der Darsteller von Moss blieb) für den amerikanischen Sender NBC neu aufgenommen und in der Spielzeit 2007/08 ausgestrahlt werden. Allerdings wurde die Produktion der Serie eingestellt, obwohl bereits eine Reihe Drehbücher vorlagen. Eine abgedrehte Pilotfolge wurde einige Jahre später, 2012, online geleaked.

#### Zweiter Anlauf
Im Jahre 2014 unternahm der Sender den zweiten Versuch eines Pilotfilms, der jedoch ebenfalls nicht weiterverfolgt wurde.

#### Dritter Anlauf
Zum Ende des Jahres 2017 wurde bekannt gegeben, dass NBC einen dritten Versuch eines Remakes in Angriff nimmt. Dieses Mal wird das Drehbuch jedoch Graham Linehan, dem Schöpfer der englischen Originalserie, überlassen. Er wird auch als Executive Producer tätig sein. Über 6 Jahre nach dieser Ankündigung sind keine weiteren Informationen über den Stand des Projektes bekannt.

### Deutsche Version
Sat.1 sendete im Januar 2008 ein Remake mit dem Titel „Das iTeam – Die Jungs an der Maus“, wobei die Drehbücher weitgehend übernommen wurden. Die Ausstrahlung wurde nach den ersten beiden Episoden am 4. und 11. Januar 2008 aufgrund zu schwacher Quoten abgebrochen. Ab August 2008 wurden die Episoden im Pay-TV-Sender Sat.1 Comedy ausgestrahlt.
Sebastian Münster und Stefan Puntigam spielten in der deutschen Version die beiden Computer-Spezialisten. Britta Horn stellte ihre neue Abteilungsleiterin und Sky du Mont den Chef der Firma dar.
Produziert wurde die Comedy-Serie von GRUNDY Light Entertainment. Die Serie wurde im Sommer 2007 in Hürth-Kalscheuren gedreht. Ursprünglich sollte der Titel Das iTeam – Die Jungs mit der Maus lauten, jedoch wurde noch vor dem Serienstart versucht, die Mehrdeutigkeit des Titels (Maus = Eingabegerät bzw. Maus = Sandy Grünwald (Britta Horn)) durch die vorgenommene Titeländerung zu entfernen.
Da Sat.1 die erste Episode schon vor dem 4. Januar 2008 online verfügbar machte (mit Ausnahme eines etwa 5 Minuten langen Abschnitts in der Mitte), tauchte vor der ersten Ausstrahlung in diversen Foren und Blogs zum Teil heftige Kritik an der deutschen Adaption auf. Bemängelt wurde, dass die Gags schlecht in die deutsche Sprache übertragen seien und die Serie teilweise lieblos geschauspielert und geschnitten sei. Graham Linehan, Schöpfer der Original-Serie, äußerte sich in seinem Blog mit beißender Ironie.

## Synchronisation
| Rollenname | Schauspieler        | Deutsche Synchronsprecher |
| ---------- | ------------------- | ------------------------- |
| Roy        | Chris O’Dowd        | Matthias Klimsa           |
| Moss       | Richard Ayoade      | Jens Wawrczeck            |
| Jen        | Katherine Parkinson | Freya Trampert            |
| Richmond   | Noel Fielding       | Oliver Böttcher           |
| Denholm    | Chris Morris        | Volker Hanisch            |
| Newton     | Ben Moor            | Rasmus Borowski           |
| Douglas    | Matt Berry          | Erik Schäffler            |

## Besonderheiten
- Das Charakterbild des „Nerds“ ist wesentlicher Bestandteil der Serie und auch Grundlage des Humors.
- Die IT-Abteilung ist übersät mit Gegenständen, die große Bedeutung für klassische Nerds haben, beispielsweise Sticker, museumsreife Computer, Comics, Poster oder Gadgets. Laut dem Produzenten war das Set-Dekorationsteam dankbar für jeden Anstoß von Fans und Zuschauern.
- Häufig enden die Folgen in einer Katastrophe für die Hauptfiguren, die jedoch meistens für die nächsten Episoden folgenlos bleibt.
- In den oberen Etagen arbeiten fast ausschließlich hübsche junge Frauen.

## Running Gags
- Roys Beantwortung von Anrufen mit der Frage: „Haben Sie es schon mit Ein- und Ausschalten versucht?“ Allerdings findet sich hier in der deutschen Fassung ein Dreher: Roy sagt im Original „Have you tried turning it off and on again?“ („Haben Sie es schon mit Aus- und Einschalten versucht?“)
- Die fehlende Anerkennung der Mitarbeiter des IT-Teams.
- Jens nicht vorhandene IT-Kenntnisse.
- Moss’ Kommunikationsschwierigkeiten mit seinen Mitmenschen, vor allem seine Unfähigkeit zu lügen, führt in mehreren Folgen zur Katastrophe.
- Moss bestellt immer einen „White Russian“, wenn er nach einem Drink gefragt wird.
- Moss spricht Wörter falsch aus. Die Verbesserungsvorschläge seiner Kollegen ignoriert er stets.
- Moss grüßt Jen stets überschwänglich, wenn er sie in einer neuen Situation sieht.
- Roy und Moss verstehen absolut nichts von Fußball und fühlen sich deshalb von der restlichen Männerwelt ausgegrenzt.
- Jen ruft in mehreren peinlichen Situationen nach einem Taxi, um ihnen zu entfliehen.

## Rezeption
Die Serie hat in der IMdB und auf TV.com eine Nutzerwertung von 8,6/10 Punkten.
In England erzielte die letzte Folge der vierten Staffel (die letzte reguläre Folge) am 30. Juli 2010 eine Quote von 2,17 Millionen Zuschauern und war damit sehr erfolgreich.

### Auszeichnungen
- 2007: BAFTA Award – Nominierung in der Kategorie Television – Situation Comedy[23]
- 2008: Goldene Rose in der Kategorie Sitcom[24]
- 2008: International Emmy in der Kategorie Comedy[25]
- 2009: BAFTA Award – Sieger in der Kategorie „Best Situation Comedy“
- 2009: Best script television actor für Graham Linehan bei der Verleihung der 6th Irish Film and Television Awards
- 2009: British Comedy Awards – Auszeichnung in der Kategorie „Beste Comedy-Darstellerin“ für Katherine Parkinson.